# زین امری
زین امری (انگلیسی: Zayne Emory؛ متولد ۳ ژوئن ۱۹۹۸) یک بازیگر و خواننده آمریکایی است. او برای بازی در نقش جی سی اسپینک در کمدی موقعیت گلدبرگ ها (۲۰۱۵–۲۰۲۲) شناخته می شود.